# Sun Valley (Los Angeles)
Pour les articles homonymes, voir Sun Valley.
Sun Valley est un quartier de la ville de Los Angeles, en Californie situé dans la région de San Fernando Valley (Vallée de San Fernando).
Le quartier est connu pour sa population jeune et sa diversité ethnique à majorité latino (69,4 % au recensement de 2000). Plus de la moitié de la population est née à l'extérieur des États-Unis.
Sun Valley portait le nom de Roberts dans les années 1880 puis Roscoe en 1896.